# ゴーフル

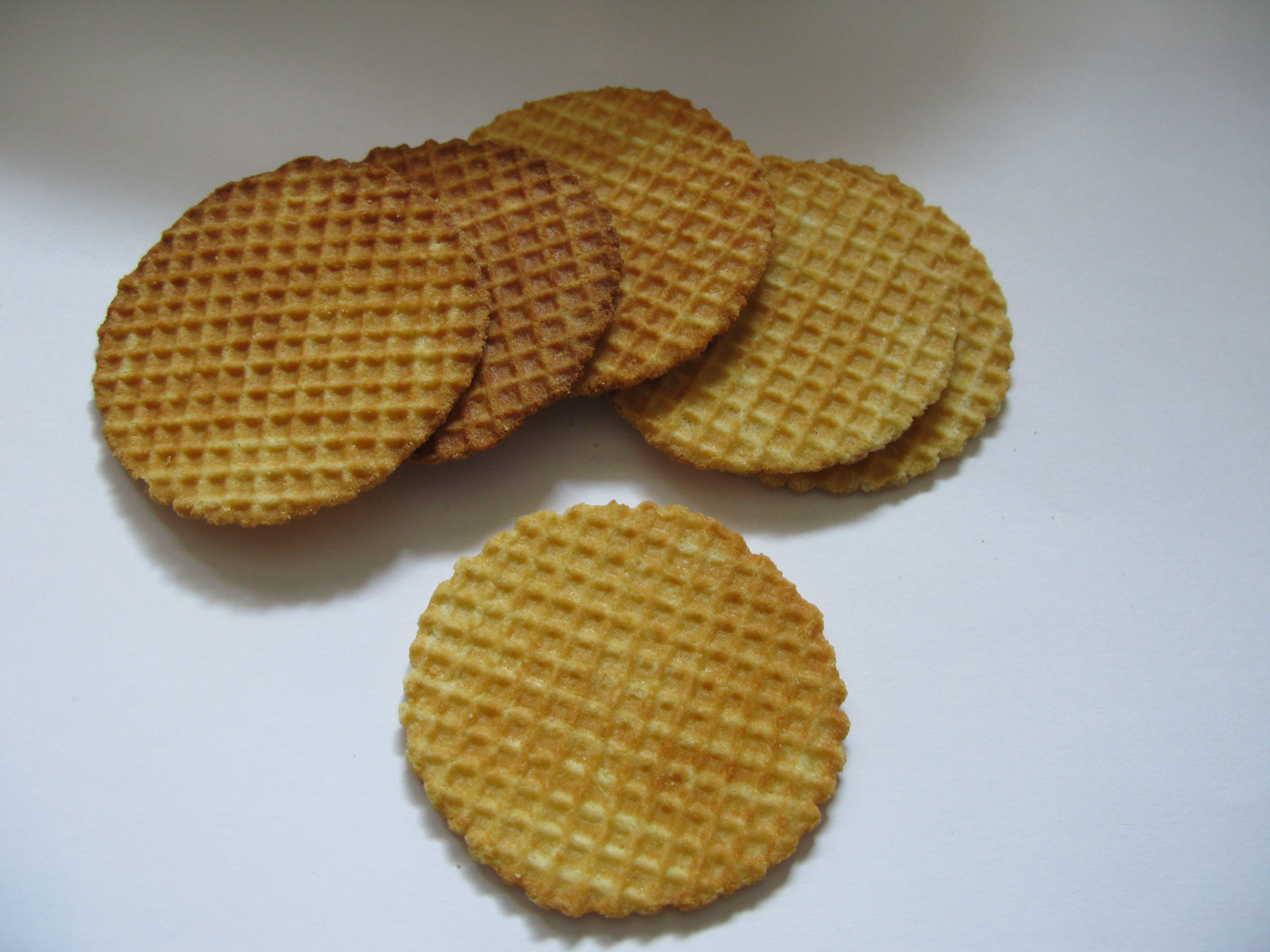
フランス・ダンケルク地域のゴーフル（Gaufre dunkerquoise）

ゴーフル（フランス語: gaufre）は、専用の型で作る凹凸模様の平たい菓子。英語でワッフル (waffle)、フランス語でゴーフル (gaufre) と呼ばれる。「浮き出し模様を付ける」という意味の “gaufrer” から、「ゴーフル」と呼ばれるようになった。日本では、薄焼き煎餅にクリームを挟んだ焼き菓子が「ゴーフル」「ゴーフレット」等の名前で販売されている。
本項では日本の「ゴーフル」を中心に説明する。フランス語でゴーフルと呼ばれる菓子についてはワッフル参照。

## 日本のゴーフル
日本で「ゴーフル」と呼ばれる菓子は、昭和初期に凮月堂一門によって開発されたもので、2017年現在、凮月堂の流れを汲む3社の和・洋菓子会社メーカーによって製造・販売されている。「ゴーフル」は神戸凮月堂によって1953年に商標登録されているが、他の2社も使用している。

### 凮月堂のゴーフル
和菓子であるせんべいの技術を取り入れた洋菓子である。小麦粉、砂糖、牛乳、バター等の材料を、和菓子のせんべいを焼く技術を活かして直径15cm、厚さ1mm程の円形にさっくりと焼き、薄く延ばしたクリームを2枚で挟んだもの。個包装されたものを紙箱や四角い缶に入れた形態、あるいは浅底の丸い鉄製の缶に入れた形態で販売されている。
現在ゴーフルを販売しているのは東京凮月堂、上野凮月堂、神戸凮月堂の3社である。この3社は、いずれも大坂屋（後に凮月堂総本店）をルーツとする。1872年（明治5年）に総本店の番頭が独立して米津凮月堂を開き、これが後に銀座（南鍋町）に本拠を移して、東京凮月堂となった。また、米津凮月堂で徒弟奉公した吉川市三が1897年（明治30年）に暖簾分けを受けて神戸に神戸凮月堂を開いた。さらに、凮月堂総本店の創業家のひとりが1905年（明治38年）に上野に分店の上野凮月堂を開いた。
凮月堂のゴーフル発売の起源については東京発祥説と関西発祥説がある。
東京発祥説は、昭和初期に「カルルス煎餅」という薄焼き煎餅をヒントに開発されたとする説である。上野凮月堂によれば、カルルス煎餅は明治より凮月堂一門で販売していた商品で、ゴーフル煎餅に酷似した形状の素焼き煎餅であり、炭酸せんべいの原型とも言われるものである。昭和初期、南鍋町米津凮月堂の和菓子工場では凮月堂総本店及び米津凮月堂の両方の製品を生産していた。また、火災のため、洋菓子工場と和菓子工場が一緒になったが、大阪の北浜凮月堂（現存せず）の職人が洋菓子工場の次長を務めていた。ここで一門の職人たちの試行錯誤が行われた結果、粉の配合や、アメリカ製のショートニングをクリームに用いるなどの工夫がこらされ、現在につながるゴーフルが完成し、1929年（昭和4年）に発売されたとする。
関西発祥説は、大正の終わりから昭和初期に、米津凮月堂より暖簾分けされた北浜凮月堂において開発されたとする説である。神戸凮月堂が記すところ等によれば、1926年（大正15年）頃にもたらされたフランスの焼き菓子をモデルとして、北浜凮月堂の和洋菓子の職人が開発を進め、神戸凮月堂創業者の吉川市三が当時北浜凮月堂の業務執行社員であったことから、1927年（昭和2年）に米津凮月堂、北浜凮月堂、神戸凮月堂で同時に発売された。ただし、発売当時の製法は現在のものとは異なり、大瓦せんべいと同様の焼き方を行う、手間のかかるものであったという。
戦前、凮月堂一門は互いに協力して商品の開発や製造、販売を行っており、ゴーフルの商標は凮月堂一門で共有されていたが、戦後ゴーフルの類似品が氾濫したため、神戸凮月堂がゴーフルの商標を登録した。
アルベルト・シュヴァイツァー博士の好物でもあったので、医療活動でガボン・ランバレネを訪れる日本人は風月堂のゴーフルを持参するのが通例だったという。

## ゴーフレット

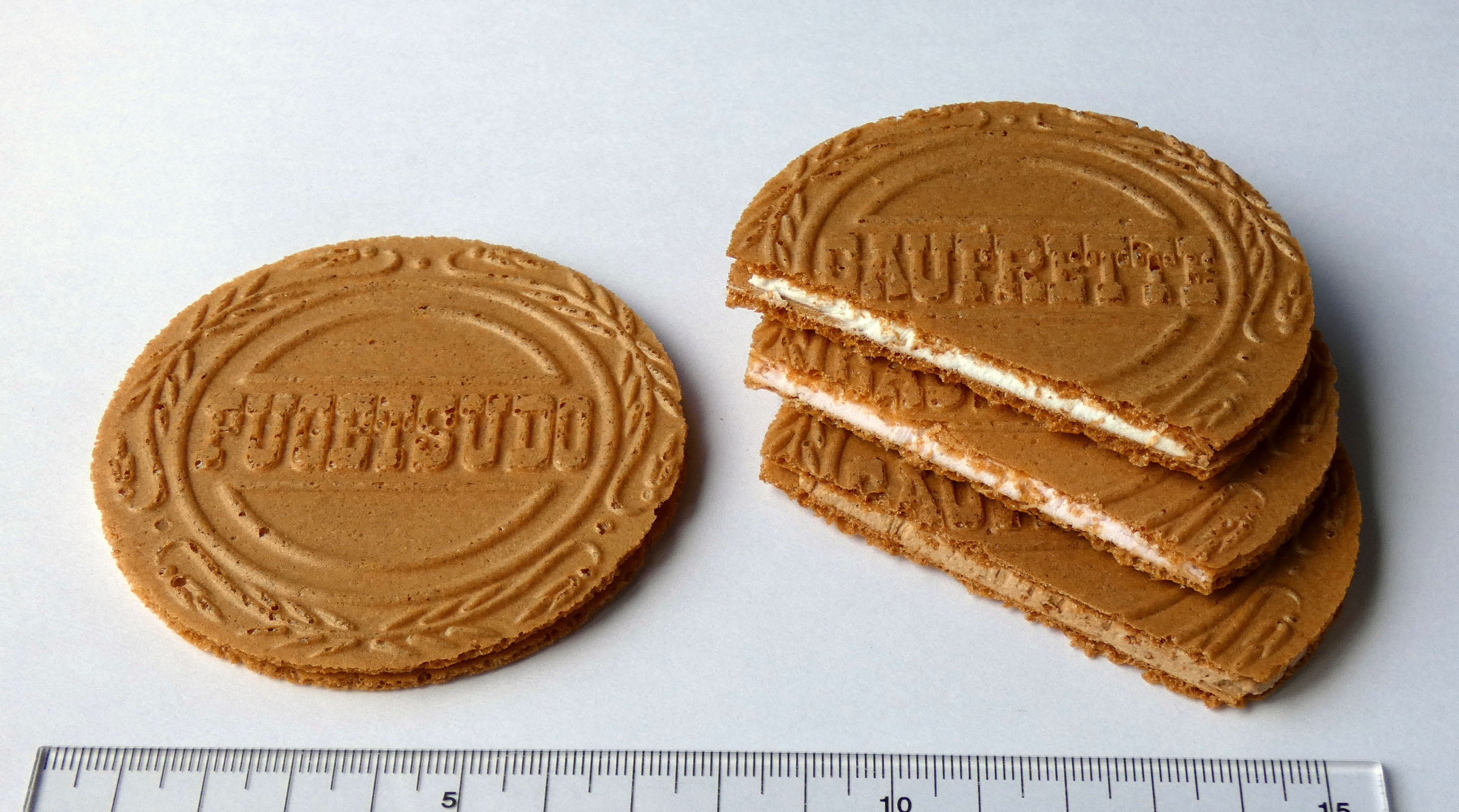
東京凮月堂のゴーフレット

ゴーフルと似た菓子にゴーフレット（仏: gaufrette、「小さいゴーフル」の意）がある。文字通り直径7cmほどの小型のゴーフルを意味するほか、葉巻状に巻いたゴーフルの中にクリームやジャムなどを詰めたもののことを指す場合もある。